# Brownsville (Florida, Miami-Dade megye)
Brownsville statisztikai település az USA Florida államában, Miami-Dade megyében. Lakosainak száma 16 583 fő (2020. április 1.).

## Népesség
A település népességének változása:
| Lakosok száma | 14 393 | 15 313 | 16 583 |
|               | 2000   | 2010   | 2020   |